# Lissoeme testacea
Lissoeme testacea là một loài bọ cánh cứng trong họ Cerambycidae.